# Piedralaves
Piedralaves è un comune spagnolo di 2 094 abitanti situato nella comunità autonoma di Castiglia e León.